# Yecapixtla (kommun)
Yecapixtla är en kommun i Mexiko.   Den ligger i delstaten Morelos, i den sydöstra delen av landet, 70 km söder om huvudstaden Mexico City. Antalet invånare är 39 859.
Följande samhällen finns i Yecapixtla:
- Yecapixtla
- Juan Morales
- Achichipico
- Tecajec
- Texcala
- Mixtlalcingo
- Huexca
- Los Limones
- Loma Bonita
- Adolfo López Mateos
- Tlamomulco
- Tlacotitlán
- Colonia Paraíso Escondido
- Xalpa Uno
- Los Capulines
- Colonia Paraíso las Flores
- Valle Xalpa
- Colonia Girasoles
- Tezontetelco
- Los Amates
- Fraccionamiento Xalpa
- Campo Piedra Colorada